# Відчайдушні втікачі
Відчайдушні втікачі — французька драмедія 2020 року. Режисер Альбер Дюпонтель; сценаристи Альбер Дюпонтель і Ксав'є Немо. Продюсер Катрін Бозоргані та Філіпп Логі. Фільм присвятили Террі Джонсу.
Світова прем'єра відбулася 29 червня 2020 року. Прем'єра в Україні — 31 грудня 2020-го.

## Стислий зміст
С'юзі дізнається про свою смертельну хворобу. Часу залишилось обмаль, і тепер вона нарешті може зробити те, чого давно хотіла. У компанії двох дивакуватих чоловіків вона вирушає у довгу і захопливу мандрівку. Вона вирушає знайти свою дитину, яку покинула 28 років тому.
На них чекає незабутня і карколомна подорож!

## Знімались
- Марілу Аусіллу
- Джекі Берройє — Лінт
- Мішель Вільєрмос
- Кетрін Давеньє
- Альбер Дюпонтель — Жан-Батіст Куха
- Вірджинія Ефіра — Сюзі Траппе
- Булі Ланнерс
- Грегуар Лудіг
- Ніколас Марі — Серж Блі
- Давид Марсе
- Лоран Стокер
- Бастьєн Угнетто
- Філіпп Ушан
- К'ян Ходжанді
- Террі Гілліам